# Dixella lirio
Dixella lirio är en tvåvingeart som först beskrevs av Dyar och Shannon 1924. Dixella lirio ingår i släktet Dixella och familjen u-myggor.
Artens utbredningsområde är Panama. Inga underarter finns listade i Catalogue of Life.